# قتل استیون لورنس

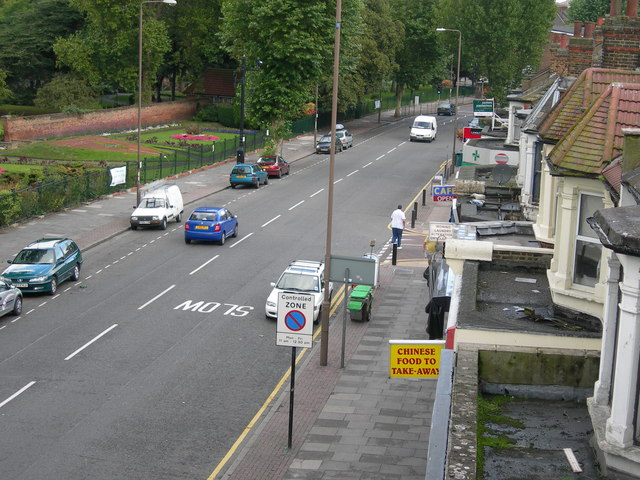
مسیر «well Hall» التهام، نزدیک به صحنه جرم - ۲۰۰۶

استفان لورنس نوجوان سیاه‌پوست بریتانیایی (زاده ۱۳ سپتامبر ۱۹۷۴ - درگذشته ۲۲ آوریل ۱۹۹۳) اهل التهام (جنوب‌شرق لندن) بود. او در ۲۲ آوریل ۱۹۹۳ هنگامی که در ایستگاه اتوبوس منتظر ایستاده بود به وسیله ضربات چاقو کشته شد. حادثه قتل استفان لورنس که هنوز پرونده‌ای باز دارد، رابطه پلیس بریتانیا و مهاجرین سیاه‌پوست این کشور را تیره ساخته‌است.